# Munt Pers
Der Munt Pers (rätoromanisch munt für ‚Berg, Bergwiese, Bergweide‘ und pers Partizip Perfekt ‚verloren‘ zu perder für ‚verlieren‘) ist ein 3206 m ü. M. hoher Berg in den Bernina-Alpen im Schweizer Kanton Graubünden. Wegen der umfassenden Sicht auf die wesentlichen Berge der Berninagruppe und durch die Nähe zur Diavolezza, ein mit einer Luftseilbahn erschlossenes Joch und Skigebiet, ist er – sowohl im Winter wie auch im Sommer – ein beliebter und einfach zu erreichender Berg.

## Lage und Umgebung
Der Munt Pers gehört zur Gruppe des Piz Palü, einer Untergruppe der Berninagruppe, die wiederum zu den Bernina-Alpen gehört. Er befindet sich komplett auf dem Gemeindegebiet von Pontresina. Der Munt Pers wird im Osten und Norden vom Val Bernina, im Westen vom Val Morteratsch und dem gleichnamigen Gletscher sowie im Süden vom Persgletscher umschlossen. Im Südwesten des Berges mündet der Persgletscher in den Morteratschgletscher. Rund fünf Kilometer östlich des Gipfels liegt der Berninapass.
Vom Gipfel bietet sich ein umfassendes und weitreichendes Panorama, das im Süden und Südwesten von den Hochgipfeln der Berninagruppe dominiert wird – der Gipfelkamm des Piz Palü befindet sich nur viereinhalb Kilometer südlich. Auf den anderen Seiten bieten sich Weitblicke über die Schweizer Alpen bis hin zum Ortler.
Der am weitesten entfernte sichtbare Punkt vom Munt Pers ist das Wetterhorn (3692 m) zwischen Grindelwald und Meiringen in den Berner Alpen. Er befindet sich in westlicher Richtung und ist 143 km entfernt.
Talort ist Pontresina. Häufiger Ausgangspunkt ist die Bergstation Diavolezza.

## Namensherkunft
Die Herkunft des Namens Munt Pers (deutsch: verlorener Berg) wird anhand der Sage Die Jungfrau vom Morteratsch erklärt. Die reiche Bauerntochter Annetta aus Pontresina verliebt sich in Viehhüter Aratsch, ihre Eltern jedoch sind gegen die Beziehung. Die Bedingung des Vaters: Der Senn kriegt die einzige Erbin aus wohlhabendem Haus nur, wenn er Reichtum erlangt. Der Vater setzt durch, dass der Hirt aus dem Bündner Oberland im nächsten Sommer nicht mehr auf der Alp arbeiten darf.
Aratsch ging als Soldat ins Ausland, und Annetta litt vor Kummer und Sehnsucht. Die Eltern hätten mittlerweile in eine Heirat eingewilligt, doch der Jüngling ist nicht auffindbar. Kurz bevor er nach jahrelangem Fernbleiben als Offizier nach Pontresina zurückkehrt, stirbt Annetta. Daraufhin reitet er zur Alp hinauf und springt samt Pferd in den dahinterliegenden Gletscher. Niemand hat ihn je wiedergesehen.
Der Geist des Mädchens treibt sich daraufhin Nacht für Nacht auf der Alp herum, man hört sie immer wieder klagen: „Mort Aratsch“ (deutsch: Aratsch ist gestorben, siehe: Morteratsch). Doch der zuständige Senn mag die Erscheinung und lässt sie gewähren, denn er merkt, dass die Kühe mehr Milch geben, kaum mehr ein Tier verunglückt und der Rahm fetter ist als vorher.
Sein Nachfolger jedoch verweist den Geist der Annetta von der Alp, worauf ein Gewitter aufzieht und sie einen Fluch ausspricht: «Schmaladida saja quaist’ alp e sia pas-chüra!» (deutsch: Verflucht sei diese Alp samt ihren Weiden). Von da an ist der Segen der Alp dahin, sie muss schon bald verlassen werden. Die Weiden werden immer magerer, und der Gletscher rückt aus der Schlucht dahinter zusehends vor und bedeckt die Alp, die Hütte und dazu das ganze Seitental weit gegen den Berg hinauf, der seither Munt Pers (verlorener Berg) heisst.

## Routen zum Gipfel

### Sommerrouten

#### Von Südosten

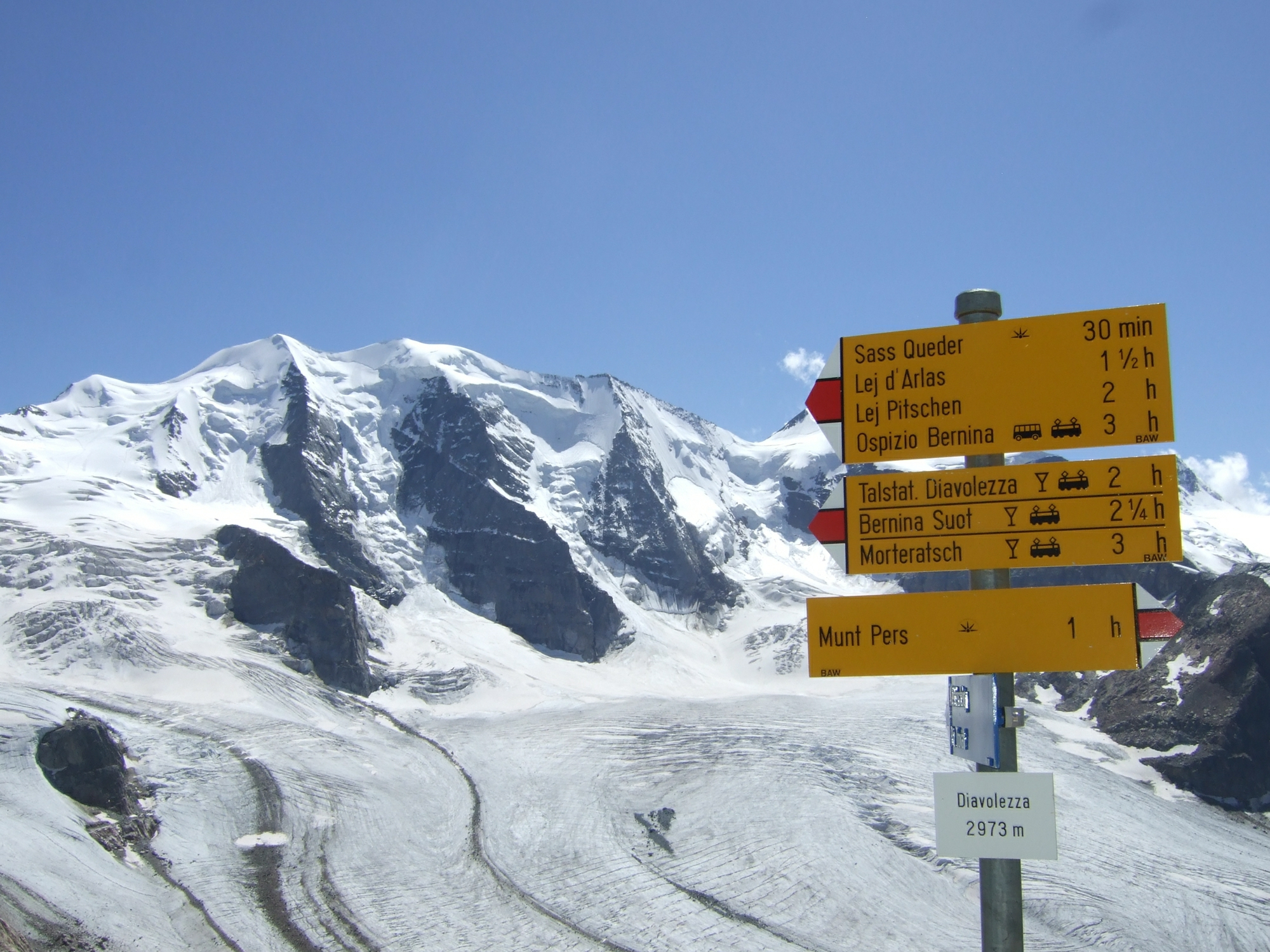
Wegweiser auf der Diavolezza, häufiger Ausgangspunkt für eine Besteigung des Munt Pers

- Ausgangspunkt: Diavolezza (2973 m)
- Schwierigkeit: T3, als Wanderweg weiss-rot-weiss markiert
- Zeitaufwand: 1 Stunde

#### Von Norden
- Ausgangspunkt: Station Morteratsch (1896 m)
- Via: Cascata da Bernina, Chapütschöl, über den Rücken und den Grat zum Gipfel
- Schwierigkeit: T5
- Zeitaufwand: 4 Stunden

#### Nordostgrat (Senda dal Diavel)
Anspruchsvoller Anstieg auf einen überragenden Panoramagipfel. Ein Abstieg über die Senda da Diavel ist nicht empfehlenswert.
- Ausgangspunkt: Bahnhof Bernina Diavolezza (2093 m)
- Via: Lej da las Collinas (2588 m), Nordostgrat
- Schwierigkeit: T5, bis Lej da la Collinas als Wanderweg weiss-rot-weiss markiert, danach als Alpine Route weiss-blau-weiss markiert
- Zeitaufwand: 3½ – 4½ Stunden

#### Von Nordosten
- Ausgangspunkt: Bahnhof Bernina Diavolezza (2093 m)
- Via: Lej da Diavolezza (2572 m), dann nach Nordwesten über Wegspuren zum Nordost-Sporn
- Schwierigkeit: T6, bis zum Lej da Diavolezza als Wanderweg weiss-rot-weiss markiert
- Zeitaufwand: 3 Stunden

### Winterrouten

#### Von der Diavolezza
- Ausgangspunkt: Diavolezza (2973 m)
- Expositionen: SW, S
- Schwierigkeit: WS–
- Zeitaufwand: 1½ Stunden

#### Abfahrt nach Morteratsch via Vadret Pers
- Ziel: Station Morteratsch (1896 m)
- Via: Vadret Pers, Isla Persa, Vadret da Morteratsch (Piste)
- Expositionen: S
- Schwierigkeit: WS–

#### Abfahrt nach Morteratsch via Nordostgrat
Rassige Abfahrt, die aber sichere Verhältnisse voraussetzt (Gipfelcouloir 35–40° auf 150 Hm, 30–35° auf 450 Hm im Übergang des Ostgrates sowie in der Nordwestrinne im Talbereich).
- Ziel: Station Morteratsch (1896 m)
- Via: Südwärts zu P. 3141, Nordcouloir zum Kessel von Diavolezza (2804 m), Gegensteigung zur Lücke P. 3046 im Ostgrat, Gianda Persa (2823 m), Ova da Morteratsch
- Expositionen: NE, NW
- Schwierigkeit: ZS+
- Gegensteigung: ½ Stunde

#### Abfahrt nach Bernina Diavolezza
Variante von Abfahrt nach Morteratsch via Nordostgrat, vor allem bei Firnverhältnissen (Gipfelcouloir 35–40° auf 150 Hm, 35° im Übergang des Ostgrates).
- Ziel: Bahnhof Bernina Diavolezza (2093 m)
- Via: Südwärts zu P. 3141, Nordcouloir zum Kessel von Diavolezza (2804 m), Gegensteigung zur Lücke P. 3046 im Ostgrat, Gianda Persa (2823 m), Mulde Las Collinas, P. 2652
- Expositionen: NE
- Schwierigkeit: ZS+
- Gegensteigung: ½ Stunde

## Galerie

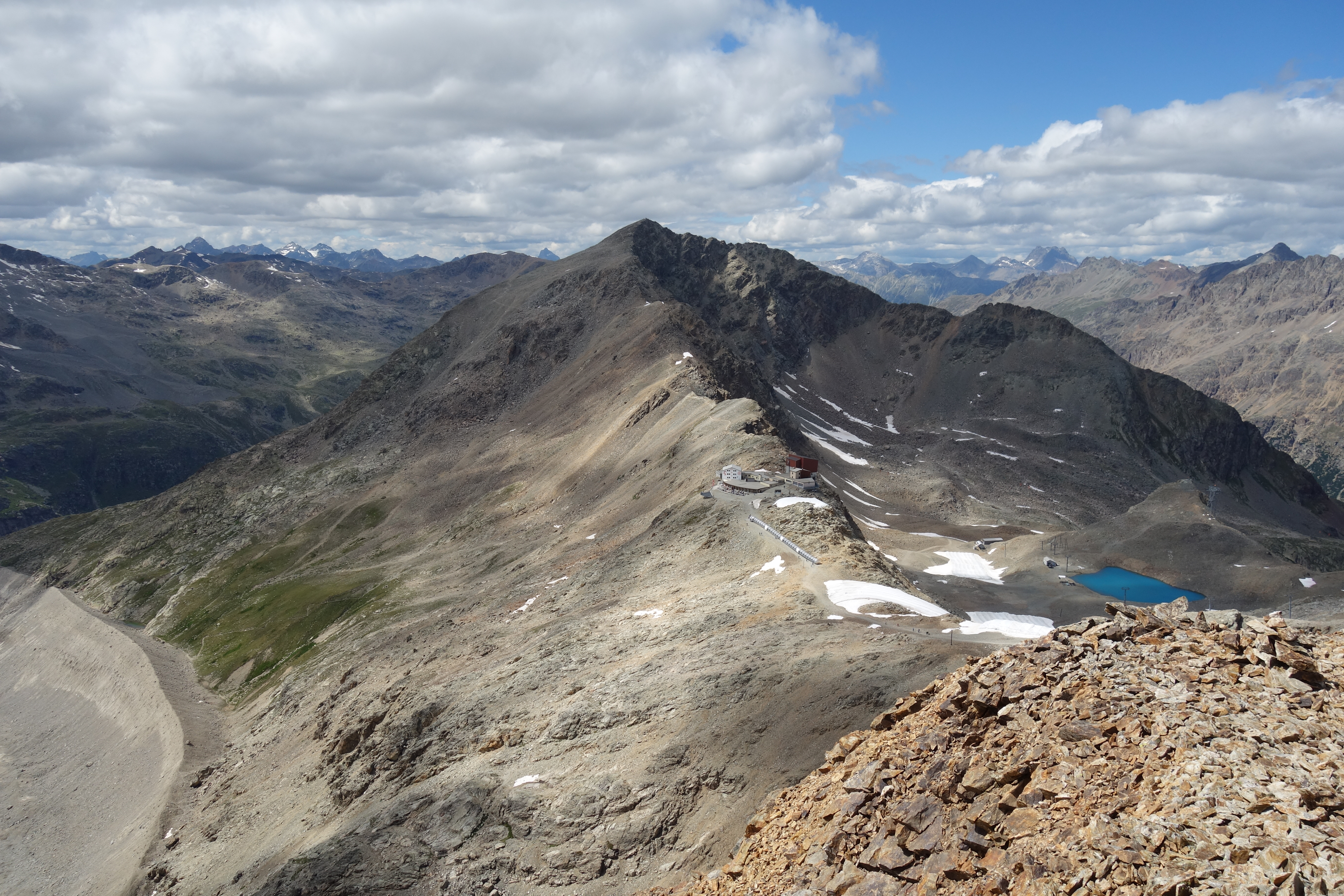
Munt Pers und die Bergstation Diavolezza auf dessen Südostgrat, aufgenommen vom Piz Trovat.
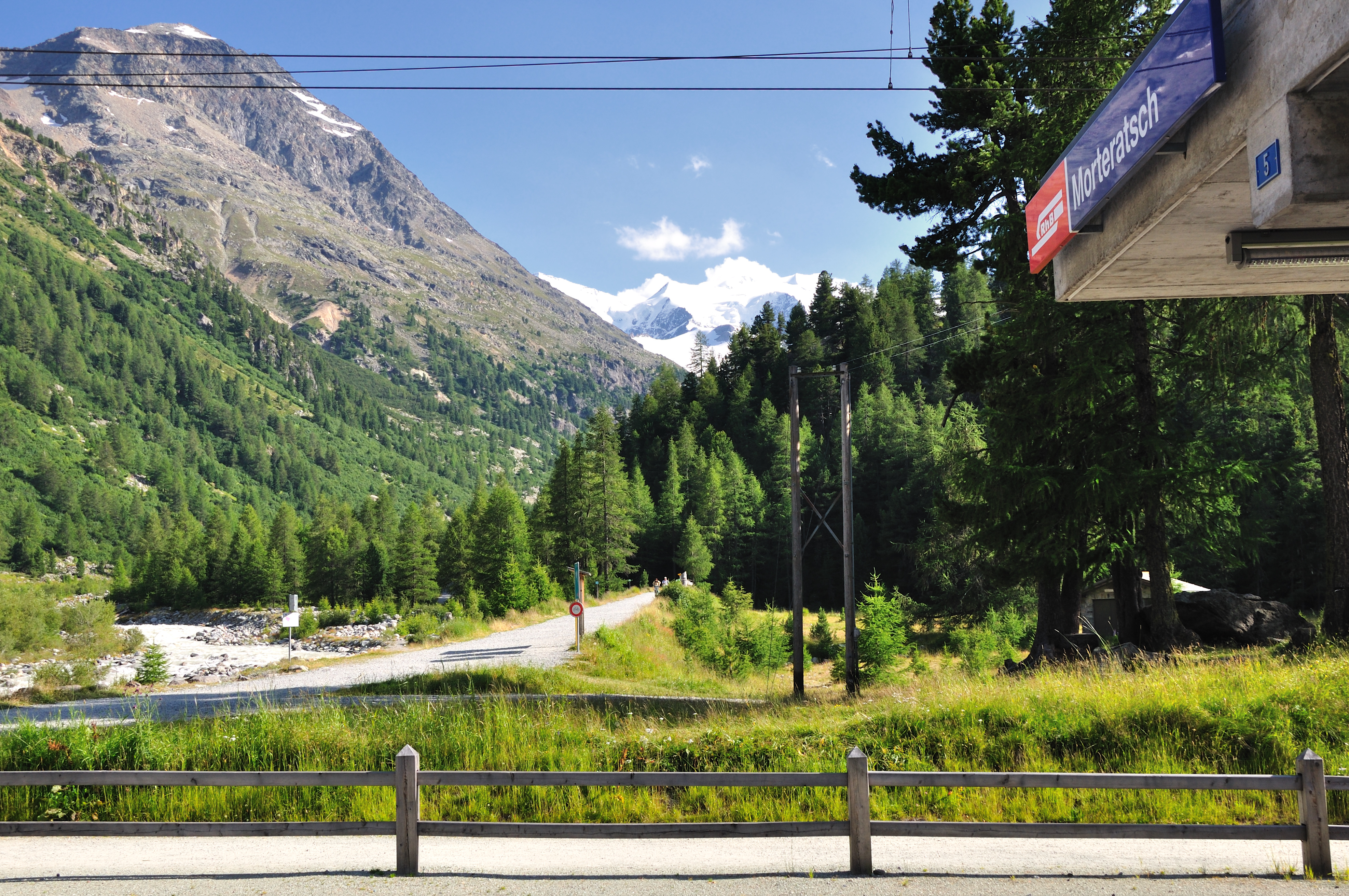
Munt Pers (links), gesehen von der Station Morteratsch der Berninabahn
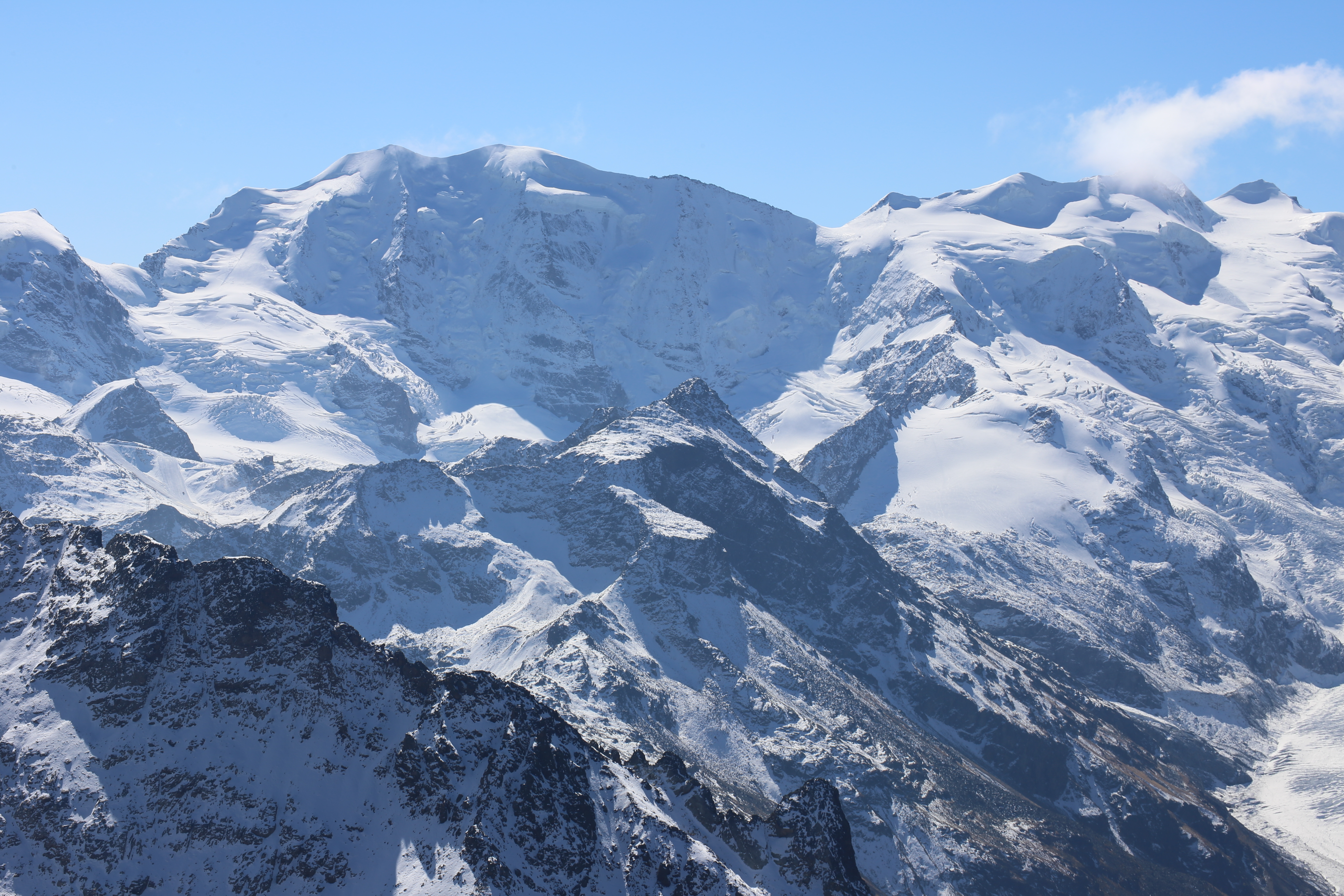
Munt Pers (Bildmitte), vom Piz Languard aus gesehen. Dahinter links der Piz Palü, rechts die Bellavista
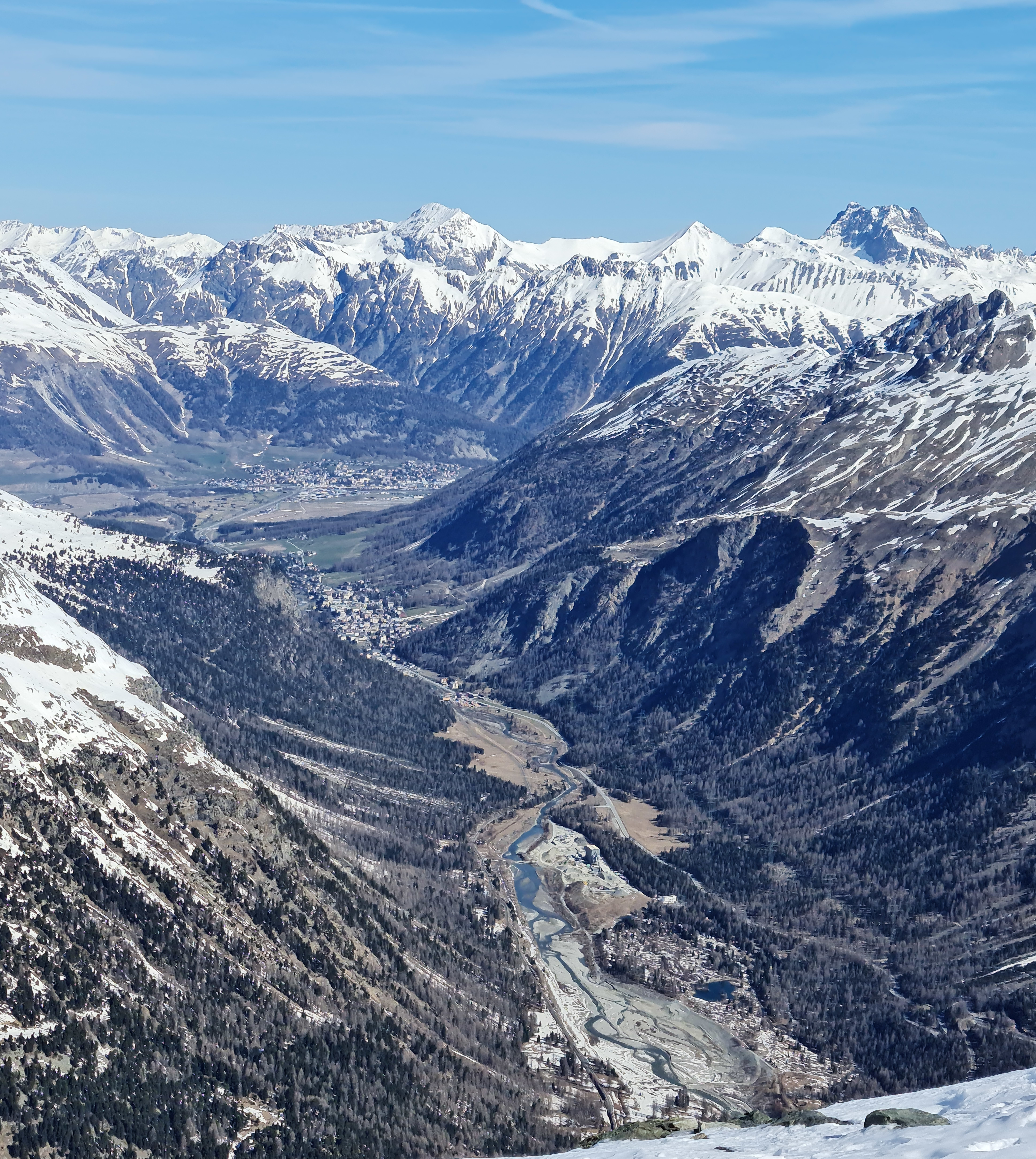
Sicht vom Munt Pers nach Nordwesten durch das Val Bernina auf Pontresina und Samedan.